# Tisza-parti margitvirág
A Tisza-parti margitvirág, vagy kései margitvirág (Leucanthemella serotina) egy 80–150 cm magasra megnövő lágyszárú, évelő növény. Gyógynövényként is ismert. Közeli rokona a Magyarországon gyakori réti margitvirág.

## Megjelenése
Alsó levelei ülők, lándzsásak, hosszúkás szárlevelei fűrészes szélűek. Többfészkű szárán a fészkek 2–5 cm-esek lehetnek.

## Előfordulása
Európában igen ritka, ezzel szemben hazánkban viszonylag gyakori faj. Folyópartok, mocsarak, lápok növénye, itt tömegesen virágzik. Az Északi-középhegység szélein, a Duna, a Tisza, a Dráva vidékén, valamint a Hortobágyon és az Alföld északi és nyugati részén honos. A Közép-tiszai Tájvédelmi Körzet egyik legfontosabb növénye.
A felismerést nehezítheti, hogy kaszált területeken kicsi példányokkal találkozunk, mert elég jól tűri a kaszálást, és júniusi kaszálás esetén szeptemberre új, sokkal rövidebb és általában több hajtást növeszt.

## Védettsége
Élőhelyeinek veszélyeztetettsége miatt ma már Magyarországon védett növény, természetvédelmi értéke: 10000 Ft.